# Theater in der Josefstadt
Divadlo Theater in der Josefstadt je nejstarší vídeňské divadlo, které se nachází v 8. městském obvodě na ulici Josefstädter Straße 26.

## Dějiny

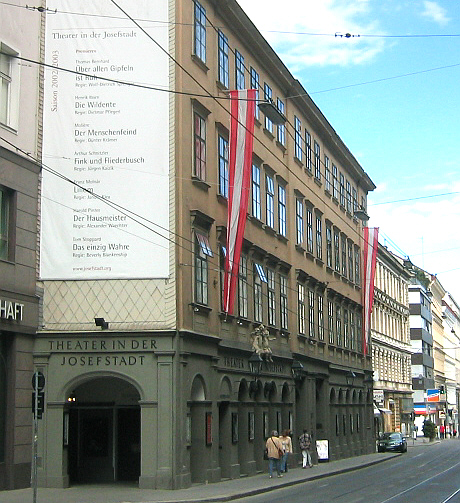
Divadlo Theater in der Josefstadt

První divadelní budova na tomto místě byla otevřena v roce 1788 Karlem Mayerem. Theater in der Josefstadt je nejstarší fungující divadlo ve Vídni. Divadlo bylo obnoveno ve slohu Biedermeier Adamem Hidweinem a znovu otevřeno 3. října 1822. Na slavnostním otevření divadla dirigoval skladatel Ludwig van Beethoven předehru k dílu Die Weihe des Hauses. V následujícím období bylo divadlo vícekrát přestavěno, hlavně co se týče interiéru. V roce 1834 byl v divadle otevřen koncertní sál Sträußelsäle, kde koncertovali umělci jako Josef Lanner a Johann Strauss st. V divadle jako dirigent účinkoval i Richard Wagner.
Z významných ředitelů zde v letech 1828-1831 působil Carl Carl, který později přebudoval konkurenční divadlo Theater in der Leopoldstadt, které později neslo jeho jméno (Carl Theater). V divadle Theater in der Josefstadt začal svou kariéru herec Johann Nestroy, který se později stal ředitelem v Carl Theater nebo skladatel Franz von Suppé angažován ředitelem Franzem Pokornym (1837-1848) jako dirigent. V následujícím období se charakter divadla postupně měnil. Objevovalo se v něm méně hudebních děl a větší důraz se začal klást na činohru. V roce 1916 měl v divadle světovou premiéru Franz Lehár se svou operetou Pohľed na hvězdy (Der Sterngucker).
V roce 1924 bylo divadlo rozsáhlé přestavěno. Přestavbu řídili Max Reinhardt a Carl Witzman.